# 雪ミク
雪ミク（ゆきミク）は、クリプトン・フューチャー・メディアのバーチャルアイドル「初音ミク」の冬季版キャラクター。通常の初音ミクが世界中で活躍するのに対し、北海道を応援するキャラクターとして設定されている。活動の中心はさっぽろ雪まつりに合わせて開催されるイベント「SNOW MIKU」。
青いツインテールの髪型を特徴としているが、毎年異なるテーマで衣装デザインの募集を行うため、登場する度にイメージはがらりと変化する。これらは「雪ミクオールスターズ」と呼称されている。
2024年に「札幌観光大使」に就任。これ以外にも様々な北海道関連の施策や企業・団体とコラボレーションしている。

## 概要
初音ミクを生み出したIT企業「クリプトン・フューチャー・メディア」は札幌市に在籍しており、2010年のさっぽろ雪まつりに初音ミクの雪像を出展した。これを記念して誕生したのが雪ミクである。
クリプトン社の代表取締役・伊藤博之は初音ミクに地域性・ナショナリズムを背負わせない方針を掲げ、他の地域の住人に配慮して北海道関係のコラボに関しては雪ミクに任せている。同社のSNOW MIKU統括プロデューサー・熊谷友介は「北海道を応援するキャラクターを作りたかった」と述べている。
雪ミクは初音ミク雪像の出展と関連する「冬限定のねんどろいど商品」の企画からスタート 。札幌市側から国内外への都市プロモーションとして初音ミクとの連携を提案されていた時期に、クリプトン社とグッドスマイルカンパニーの間で「北海道のご当地キャラクターを作ってみてはどうか」という話があった。グッドスマイルの代表取締役・安藝貴範が雪ミクを発案したとも言われている。
2012年から衣装デザインが公募制となり、クリプトン社が運営するCGM型投稿サイト「ピアプロ」にて公募企画が実施されている。
2014年から「SNOW MIKU」のテーマソングが作られるようになった。また、公募企画により雪ミクのペットでエゾユキウサギをモチーフにした「ラビット・ユキネ」が誕生した。ユキネはこの年のテーマである「魔法少女」にはマスコット的な動物がつきものという要素を踏まえて発案され、当初は1年限りの存在となるはずだったものの、伊藤代表が「いなくなるのはもったいない。面白いことをやってもらったらいいんじゃないか」と見解を述べ、以後の年にも活躍することとなった。
2014年12月20日から新千歳空港にてショップ＆ミュージアム「雪ミク スカイタウン」が常設されている。

## 雪ミクオールスターズ
各年の雪ミクの名称は「ねんどろいどフィギュア」より。
全体の公式メインビジュアルは初音ミクの原案絵師「KEI」のイラストを採用し、「SNOW MIKUポータルサイト」や「piapro.net」などでイラストが掲載されている。
2017年 - 2019年は中国のクリエイターが3年連続で採用されている。ユキネの衣装も同時に企画され、2019年の担当クリエイター「―LF―」は雪ミクとユキネ双方のデザインを手がけた初のクリエイターでもある。

### 2010年代
| 年   | 名称                                  | 絵師                                   | テーマ曲・担当P                             | コンセプト                               |
| ---- | ------------------------------------- | -------------------------------------- | ------------------------------------------- | ---------------------------------------- |
| 2010 | 雪ミク                                | -                                      | -                                           |                                          |
| 2011 | 雪ミク たのしい雪あそび・エディション | -                                      | -                                           |                                          |
| 2012 | 雪ミク ふわふわコートVer.             | 衣装原案：菜々香 イラスト：ぷちでびる  | -                                           | 雪や氷を彷彿とさせる『宝石』             |
| 2013 | 雪ミク いちご白無垢Ver.               | 衣装原案：虹汰 イラスト：CHRIS         | -                                           | 北海道にぴったりの『お菓子』             |
| 2014 | 雪ミク Magical Snow Ver.              | 衣装原案：dera_fury イラスト：猫魚     | 「好き！雪！本気マジック」 担当P：Mitchie M | 北海道の冬をイメージした『魔法少女』     |
| 2015 | 雪ミク Snow Bell Ver.                 | 衣装原案：たらん イラスト：Nardack     | 「Snow Fairy Story」 担当P：40mP            | 北海道の冬をイメージした『植物』         |
| 2016 | 雪ミク Snow Owl Ver.                  | 衣装原案：御伽こたつ イラスト：豆の素  | 「雪がとける前に」 担当P：doriko            | 北海道の冬を楽しむ『ウインタースポーツ』 |
| 2017 | 雪ミク Twinkle Snow Ver.              | 衣装原案：西名＿にしな イラスト：comet | 「スターナイトスノウ」 担当P：Orangestar    | 北海道の冬をイメージした『星空/星座』    |
| 2018 | 雪ミク タンチョウ巫女 Ver.            | 衣装原案：鯛ちゃどん イラスト：やすも  | 「四角い地球を丸くする」 担当P：西沢さんP   | 北海道の雪をイメージした『どうぶつ』     |
| 2019 | 雪ミク Snow Princess Ver.             | 衣装原案：- L F - イラスト：KEI        | 「アイ / AI」 担当P：DECO*27                | 北海道の雪をイメージした『プリンセス』   |

### 2020年代
| 年   | 名称                     | 絵師                                  | テーマ曲・担当P                          | コンセプト                                   |
| ---- | ------------------------ | ------------------------------------- | ---------------------------------------- | -------------------------------------------- |
| 2020 | 雪ミク Snow Parade Ver.  | 衣装原案：メープル イラスト：はねこと | 「ぽかぽかの星」 担当P：はるまきごはん   | 北海道の雪をイメージした『楽器』             |
| 2021 | 雪ミク Glowing Snow Ver. | 衣装原案：杏夏蜜柑 イラスト：necömi   | 「Fondant Step」 担当P：Heavenz          | 北海道の雪をイメージした『イルミネーション』 |
| 2022 | 雪ミク Grand Voyage Ver. | 衣装原案：でつ イラスト：ワダアルコ   | 「君色マリンスノウ」 担当P：カルロス袴田 | 北海道の冬をイメージした『海』               |
| 2023 | 雪ミク 冬麗 Ver.         | 衣装原案：Isakytm イラスト：餡こたく  | 「SnowMix♪」 担当P：まらしぃ             | 北海道の冬をイメージした『空模様』           |
| 2024 | 雪ミク 冬のごちそう Ver. | 衣装原案：shiro イラスト：裕          | 「ハッピーチートデー」 担当P：れるりり   | 北海道の冬をイメージした「ごちそう」         |
| 2025 | 雪ミク Crystal Snow Ver. | 衣装原案：ねこねこ イラスト：tokki    | 「クリスタルスノウ」 担当P：Aqu3ra       | キラキラスノーマテリアル                     |

## SNOW MIKU
クリプトン社が実施している雪ミクのフェスティバル。
期間中はグッズ・アパレル品・飲食品が販売されたり小売・各種機関・施設・団体とのコラボが実施され、後述のラッピング車両も運行される。また、毎年ではないが公式ライブコンサートが実施されることもある。年を追うごとに規模が大きくなっており、本イベントと「初音ミク マジカルミライ」を“初音ミクの2大イベント”と称する資料もある。2023年にはイベント期間中に「マジカルミライ」が札幌市で初開催されている。
もともと長期継続を意図した企画ではなく、単発でも冬の北海道や札幌市を盛り上げられればよいという意識で始まったものだが、2回開催すると「来年もあるだろう」というファンからの期待が高まっていった。クリプトン社は通常の初音ミクの展開も行わねばならないため、多忙を理由として企画の終了も検討されたが、初音ミクの特徴である「ユーザー参加型コンテンツ」という側面を導入する形での継続が決まり、2012年からはテーマを決めて雪ミクの衣装案を公募するようになった。
「ねんどろいど 雪ミク」シリーズ
#模型を参照。
雪ミク電車

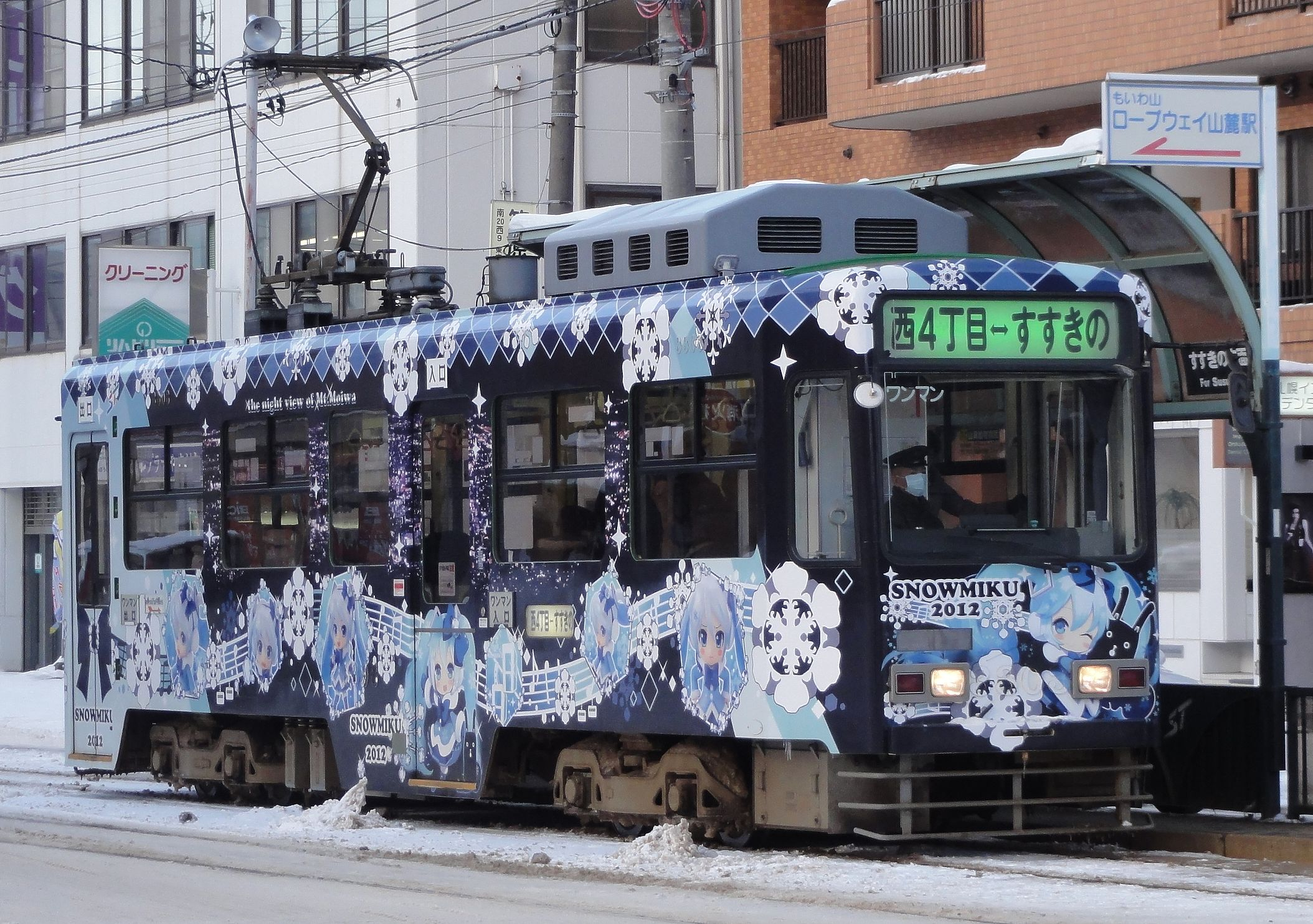
雪ミク電車2012

「SNOW MIKU 2011」で初登場した札幌市電の冬季限定ラッピング車両で、車体に雪ミクと札幌市時計台が描かれているほか、車内放送も初音ミクが務める。以後も毎年デザインを変えながら運行されている。
コラボ初年の2011年2月11日の特別セレモニーにて、上田文雄札幌市長（当時）が「ミクと電車を愛していただきたい」とスピーチした。
なお交通関係では、北海道中央バスが運行した雪まつりの大通会場とつどーむ会場を結ぶシャトルバスの車内放送にも初音ミクが起用されている。
雪ミク雪像
毎年、その年のテーマの衣装に身を包んだ雪ミク雪像が会場に設置される。
ムービックプロモートが雪像制作の管理を担当し、クリプトン社と現場の職人の間に立って円滑に雪像を作れるように調整している。
上述したように雪ミク誕生のきっかけが初音ミクの雪像であるため雪像と雪ミクは切っても切れない関係であり、雪ミクを語る上でも欠かせない毎年の風物詩的な企画となっている。とりわけ夜間に音楽をかけながらライトアップする演出は好評であり、最終日には集まったファンたちがペンライトを振って盛り上がる。
2012年は暖冬のために雪まつりの雪像がいくつか崩れるということがあったが、中でも2月7日、真っ先に倒壊したのが雪ミクの雪像であり、ニュースでも報道された。雪像を「SNOW MIKU」のメインイベントに間に合わせるため、雪ミクが自立しているデザインから、背後に雪の壁を設けたレリーフ状の像へと変更することで強度を確保するように作り直され、2月11日に再展示された。以後の年も、雪像をレリーフ状に作る手法は踏襲されている。
2021 - 2022年にかけては、新型コロナウイルス感染症の世界的流行の影響でさっぽろ雪まつりがオンライン開催となり、雪ミク雪像はさっぽろ羊ヶ丘展望台で作成され、その様子を配信するという形式だった。

## 雪ミク スカイタウン
新千歳空港国内線ターミナルビル4階に常設されているショップ兼ミュージアム。

## アンバサダー・イメージキャラクター
- 2017冬季アジア札幌大会：広報大使/PRアンバサダー[24]（2016年 - 2017年）
- 北海道・新キャッチフレーズ「その先の、道へ。北海道」：イメージイラスト[25]（2017年 - ）
- 北海道ミライノート：大使/ガイド[2][26]（2017年 - ）
- Bリーグ「ALL-STAR GAME 2020 IN HOKKAIDO」：デジタルアンバサダー[27]（2019年 - 2020年）
- 札幌モーターショー：公式アンバサダー[28]（2020年）
- 札幌市制100周年記念事業：PRアンバサダー[24]（2022年）
- 札幌モビリティショー：公式アンバサダー[29]（2024年 - ）
- 北海道e-水プロジェクト：公式アンバサダー[24]（2024年 - ）
- 札幌観光大使[5]（2024年 - ）
- 札幌市の企業誘致推進企画「大札新」：PRアンバサダー[30]（2025年 - ）

## 模型
フィギュア、プラモデル、ドールを記載する。
ねんどろいど / 「ねんどろいど 雪ミク」シリーズ（グッドスマイルカンパニー）
雪ミクは、雪像と関連する冬限定のねんどろいど商品企画からスタートした企画である。
クリプトン社の目黒久美子によると、当時としてはまだ扱いが難しかったクリアパーツの採用、シルバーで細かな雪の結晶の再現、髪色のバランスなど毎日のようにグッスマ側と打ち合わせしながら作成が進行。その後、グッスマの社員と共に完成品を札幌市役所の観光課へと持参し、フィギュアを持ってきたことを担当職員に驚かれたという。
ねんどろいど雪ミクの第一弾商品は「SNOW MIKU 2010」2010年2月5日 - 7日、札幌市営地下鉄東豊線の栄町駅にて雪ミクグッズの一つとして販売が行われた。深夜にファンの列ができるほど人気を集め、グッスマはインターネットでの受注生産を決めた。
「雪ミク電車」プラモデル（フジミ模型）
2013年よりフジミ模型から各年の「雪ミク電車」プラモデルがリリースされている。
雪ミク 等身大立像
「雪ミク スカイタウン」に設置されている雪ミクの等身大立像。
2024年12月20日のスカイタウンのリニューアルオープンに伴い、森倉円のスカイタウン10周年記念ビジュアルを元に、クリプトン社の全面協力のもとデザインココが新規製作した等身大立像が設置された（既存の立像は「さっぽろ羊ヶ丘展望台」内の「さっぽろ雪まつり資料館」に移設）。この立像はデザインココにより1/7サイズでフィギュア化されている。
その他のシリーズ（模型）
上記以外では以下のシリーズにて展開されている（パブリッシャー別・五十音順）。
- 广东圣斯基工业设计有限公司（国外）
  - キット（Yolopark X Soskill）
- グッドスマイルカンパニー
  - スケール（1/7）
  - HELLO! GOOD SMILE
  - Harmonia humming
- コトブキヤ
  - フレームミュージック・ガール
- セガ
  - プライズ
- タカラトミー
  - リカちゃん人形
  - でふぉめ
  - 肩ズンFig.
- デザインココ
  - スケール（1/7）
- バンダイナムコグループ
  - あそーと
  - SNOW MIKU COLLECTION
- ボークス
  - ドルフィードリーム
- フリーイング
  - B-style
- マックスファクトリー
  - figma
- Youtooz（国外）
  - Youtoozフィギュア

## 北海道の団体・企業とのコラボレーション
北海道に在籍する団体、企業とのコラボ企画。
スポーツは「#競技・スポーツ団体とのコラボレーション」を参照。

### 2010年代（団体・企業）
ノルベサ
複合商業施設ノルベサでは「SNOW MIKU 2010」より初音ミクの関連イベントのスペースを提供しており、「雪ミクがジャックする」という形で館内装飾やBGM、テナントとのコラボ、展示企画も実施されている。また、クリプトン社が運営するシメパフェの発祥店「MIRAI.ST cafe & kitchen」もテナントとして入っていた。
「SNOW MIKU 2014」より観覧車「nORIA」を期間限定で雪ミク仕様にラッピングする企画を初実施。nORIAとのコラボは2013年12月20日にスタートし、SNOW MIKU開催に合わせて観覧車内のBGMがテーマソング「好き！雪！本気マジック」とデモソング「星のカケラ」ピアノ版に変更された。nORIAとのコラボは以後の年も冬季限定で展開されており、SNOW MIKU 2018では後述の「ミクさんぽ」と連動することにより“ミクと一緒に観覧車に乗る”という疑似体験もできた。
ウィズユーカード / 『雪ミク』ウィズユーカード
「SNOW MIKU 2010」でコラボを初実施。2011年にデザインが一新され、2月11 - 12日に複合商業施設「ノルベサ」と大通駅定期券発売所の2か所で販売された。初日販売分は1時間で売り切れた。
円山動物園（札幌市）
2010年にピアプロコラボのポストカード展が行われ、円山動物園に雪ミク（白くま着ぐるみver.）の雪像が登場し、札幌市により専用デザインの年間入場パス及びパスケースセットが販売された。
2018年にはけものフレンズ×SNOW MIKU 2018コラボ企画が行われ、雪ミクやサーバルなどのパネル設置、コラボグッズとコラボ年間パスポートの販売などを実施。
タカハシ
北海道内のカラオケチェーン最大手のタカハシグループは、コラボグッズ付きの雪ミクメニューや、スリラーカラオケ札幌中央店の1室の壁一面に雪ミクオールスターズのイラストを描いた「雪ミクルーム」を実施。雪ミクルームは2014年2月の売り上げの1割を占めており、台湾など日本国外からの観光客の予約も多かったという。以後の年も冬季限定で雪ミクルームの開設が続いている。
サッポロファクトリー
SNOW MIKUのイベント会場の一つとしてスペースを提供。コラボ企画も実施されており、対象店舗内では雪ミクをイメージしたオリジナル料理の販売などを実施。
マジックスパイス
「SNOW MIKU 2013」の店舗連動キャンペーンでコラボを初実施。ファミリーマートのKAITOポストカードを持参していくとはちゅねミクゼリーが提供される。その後も不定期にコラボが行われた。「SNOW MIKU 2024」では札幌市内のスープカレー店の一つとしてコラボが実施されている。
Cafe PonKotan
「SNOW MIKU 2013」にて雪ミクのドローイング作品の展示と参加アーティストによるライブペイントを実施。
カナリヤ
2015年2月3日、手芸品専門店「カナリヤ」が雪ミクのコスプレ衣装を製作し、本店に展示するとともに素材の生地類を販売した。
YOSAKOIソーラン祭り
2015年より「YOSAKOIソーラン祭り」とのコラボがスタートし、小中学生のジュニアダンサーが「雪ミク」のスペシャルチームとして「YOSAKOIソーラン祭り」に参加。このコラボはその後も継続的に実施されている。
MIRAI.ST cafe & kitchen（クリプトン・フューチャー・メディア）
クリプトン社が運営するシメパフェ文化の発祥カフェとの内製コラボ。「SNOW MIKU 2015」よりコラボがスタートし、雪ミク、ユキネ、他5名のピアプロキャラクターズのコラボメニューを提供。グッズ販売、特別仕様のウィンドウデコレーション、ピアプロの壁の他、クリエイターのサイン会なども実施された。
ルスツリゾート
「SNOW MIKU 2016」にて2015-16ウインターシーズン限定のコラボイベントが開催され、シーズン中のルスツリゾート施設内では同施設限定のコラボ装飾、コラボ花火大会、カフェ、オリジナルグッズ、ICカードリフト券『雪ミク』特別仕様の販売を実施。
北海道新幹線 開業応援PV（北洋銀行）
2016年3月26日の北海道新幹線の開業に先駆け、同月15日より札幌市の大通ビッセ 地下2階にて「雪ミク×北洋銀行 北海道新幹線 開業応援PV」を上映。内容は楽曲「La, La, Love You（P:yusuke）」に合わせてミクと北洋銀行のスタッフと函館市・北斗市の市民（延べ100名近く）が共に踊るというもので、撮影は札幌市・函館市・北斗市で3日間にわたって行われた。
キャッチフレーズ「その先の、道へ。北海道」
2016年4月に決定した北海道の新しいキャッチフレーズである「その先の、道へ。北海道」とのタイアップ。イメージイラスト/テーマ曲（曲は初音ミク名義）をピアプロにて公募し、2017年より楽曲に「未来の風～その先の道へ～（いぢゃくP）」、イラストに「道のある北海道の風景」をテーマとした“まおう”による「初雪のキセツ」の採用が決定された。
北海道ミライノート
インスタグラムに投稿された「あなたのお気に入りの北海道の景色」を集約し、北海道の新たな魅力を発信するプロジェクト「北海道ミライノート」にて、雪ミクが「北海道ミライ大使」として公式WEBサイトに登場している（イラスト：飴村 / 協力：室蘭市 地球岬）。
北海道150年事業
2018年、北海道150年事業を応援する雪ミクの専用ビジュアルを提供。北海道総合政策部政策局北海道150年事業室長の赤塚孝行らを招いた「SNOW MIKU 2018」サッポロファクトリーのスペシャルステージ、北海道150年雪ミクのサブビジュアルを様々な花で再現した初音ミク花壇、「北海道商店街振興組合連合会50周年」との合同企画「大感謝祭」の景品など様々な企画が実施された。
北海道商店街振興組合連合会
北海道商店街振興組合連合会50周年と北海道150年事業の合同記念企画「大感謝祭」のキャンペーン景品にて、『雪ミク賞』（グッズ）を抽選でプレゼント。
MOMO (ロケット)
3号機とコラボして雪ミクグッズを返礼品にしたクラウドファンディングを実施し、解説漫画も公開。打ち上げカウントダウンを初音ミクの音声で行い、3号機は最終的に日本の民間ロケットで初めて宇宙空間に到達した。詳細はMOMO (ロケット)#3号機を参照。
地下鉄マナー啓発キャンペーン（札幌市交通局）
2018年1月15日より札幌市営地下鉄とコラボし、マナー啓発キャンペーンを実施。交通局の制服に身を包んだ雪ミクのポスターが駅構内やデジタルサイネージなどで掲出され、雪ミクによる駅構内でのアナウンスも行われた。
交通安全運動
2018年4月よりスタートした、雪ミクが「交通安全特別広報官」となって交通ルールの遵守や飲酒運転根絶を呼びかける企画。道警の女性警察官衣装を着用している（メインビジュアル：dera_fury）。
アルキタ
「SNOW MIKU 2018」において、北海道・札幌エリアの求人メディア「アルキタ」と雪ミク2018の地元コラボが実現し、アルキタのキャラクター「雑誌先輩＆スマホ後輩」が期間限定で雪ミク2018をモチーフとしたデザインに変更された他、TVやラジオのCM（バイト探しはアルキタ～を雪ミクが歌唱）、地下鉄車内のドア横ポスター、アルキタの表紙、SNSコラボキャンペーン（コラボグッズのプレゼント）を実施。
「みくにくま」雪ミク × ジンギスカンのジンくん ×コアックマ＆アックマ
2018年7月にスタートした北海道のご当地キャラが集うコラボ企画。「おいしい、たのしい、北海道」をテーマに、グッズや食品の販売などを実施。ミク以外のピアプロキャラクターズ5名とユキネも登場し、各キャラクターとコラボしている（雪ミク+ジンくん、鏡音リン+コアックマ、鏡音レン+アックマ、巡音ルカ+またぎのもみじちゃん、MEIKO+カンくん、KAITO＋ギスくん）。
森永乳業
森永乳業のアイス「蜜と雪」と雪ミク2019がコラボし、北海道の雪景色を背景に「蜜と雪」のCM曲「粉雪」を雪ミクが歌う動画を期間限定で公開。
コーチャンフォー
大型複合店「コーチャンフォー」と雪ミク2019のコラボキャンペーンが開催され、新川通り店に併設されたカフェインターリュード内が期間限定で雪ミクカフェとなり、特典のコースター付きの雪ミクコラボ限定メニューを提供。期間内にコーチャンフォーグループ各店で書籍を購入すると先着で「コーチャンフォー×雪ミク限定オリジナルブックカバー」が配布。

### 2020年代（団体・企業）
札幌モーターショー / 札幌モビリティショー
札幌ドームで開催された札幌モーターショー2020より公式アンバサダーに就任。札幌モビリティショーとなった2024年にも引き続きアンバサダーを務めている。
みよしのさっぽろ
道産子のソウルフードとして根強い人気を誇るぎょうざとカレーのショップとのコラボ。SNOW MIKU 2020期間中にコラボが行われ、雪ミクビジュアルを使用したポスターの掲示やメニューマットが登場し、限定の『雪ミクコラボセット（特典：ポストカード）』も提供された。
N1モードグランプリ
2020年より若手デザイナーの育成を目的とするコンテスト「N1モードグランプリ」に雪ミクの衣装デザイン部門が新設された。当部門はさらに小学生、中学生、一般の3部に分かれており、合計で256点の作品が寄せられた。3部門全体の最優秀にあたるグランプリを受賞したのは、雪の積もった大地を表現したスカートをまとう札幌市立啓明中学校2年女子によるデザインである。2022年に2回目となる「N1モードグランプリ」の雪ミク衣装デザインコンテストの発表会が、札幌駅前通地下歩行空間で開かれた。本年度には北海道内外の小学生から一般まで、計437点のデザインが寄せられた。その中でグランプリに選ばれたのは、札幌市立星置中学校の2年生によるデザインで、赤・青・黄など多くの色が取り入れられており、濃淡も鮮明に表現されていた。
白い恋人（石屋製菓）
2021年2月8日より北海道土産の定番「白い恋人」と雪ミクのコラボがスタートし、雪ミクがプリントされたオリジナル缶の「白い恋人」の販売や、札幌市西区宮の沢にある「白い恋人パーク」で「ひぐまのトロン」と雪ミクの記念撮影を実施。
VIRTUAL TRIP to SAPPORO
「SNOW MIKU 2021」が札幌の冬の魅力とコラボしたオリジナルムービー《VIRTUAL TRIP to SAPPORO》を公開。「SNOW MIKU 2021」テーマソング『Fondant Step』に合わせて雪ミクがダンスを踊る。
さっぽろテレビ塔
さっぽろテレビ塔での「SNOW MIKU 2021」開催を記念してテレビ塔の非公式キャラクター「テレビ父さん」と雪ミクのコラボが決定し、テレビ塔限定でコラボグッズを販売。
【令和3年札幌市新成人の皆様へ】お祝いメッセージ
2021年、市長や市ゆかりの著名人らと共に、札幌の新成人に向けた“新型コロナ状況下の啓発も兼ねたお祝いメッセージ動画”が札幌市ホームページに期間限定で掲載。さらに同時期、通常の初音ミクからも「【初音ミク】成人の日お祝いメッセージ」として全国に向けたお祝いメッセージが投稿された。
定山渓温泉
「SNOW MIKU 2022」にて札幌の奥座敷「定山渓温泉」とのコラボが実現し、フォトスポットの設置や土産物店エリア内でのグッズ販売、定山渓の冬を彩るイベント「雪灯路（ゆきとうろ）」にて定山渓温泉PRキャラクター「かっぽん」と雪ミクの写真撮影会を実施。また、雪ミクデザインマンホール蓋の設置場所の一つとして選定されている。
雪ミクラッピングバス（雪ミク2022版）
札幌駅-定山渓温泉［豊平峡温泉］間直行バス「定山渓温泉かっぱライナー号」が雪ミク2022仕様にラッピングされ、2021年12月22日から翌年3月27日まで期間限定で運行。
オホーツク・ガリンコタワー
「SNOW MIKU 2022」にてガリンコ号Ⅱに乗船もしくは指定店舗/施設で一定以上の金額を支払うと雪ミク2022の限定ノベルティを配布。
【XR企画】「等身大初音ミク」と「360°バーチャル見学」
「SNOW MIKU 2022」にて実施され、スマートフォンやタブレット端末で会場の専用マーカーを読み込むと「等身大の初音ミク」と「バーチャルドア」がARで目の前に出現し、画面内のドアをくぐると別の会場の様子や北海道の景色を「360°バーチャル見学（VR体験）」できる（会場はウィングベイ小樽会場、HMV札幌ステラプレイス、雪ミク スカイタウン）。
ひろはこ
2022年4月より、青森県弘前市・北海道函館市が設立した観光事業「ひろはこ」において、冬季は「雪ミク」、春季は「桜ミク」がキャンペーンに協力している。
北海道エネルギー
2022年11月1日から翌年1月31日にかけて、道エネが展開する道内181箇所のサービスステーション（SS)を主拠点にしたコラボ企画がスタートし、北海道エネルギーの制服を着た雪ミク＆ユキネのキービジュアル（イラスト：たらんぼマン）が公開された。SSでの一定以上の給油で貰えるレシートを使った北海道グルメ&限定リラプリの応募キャンペーン、「雪ミク コラボリラプリ」の発券、「シーニックバイウエィ北海道」と連携したSNS展開（応募企画）を実施。2023年8月7日-2024年2月29日には『「きれいな景色。」「おいしいたべもの。」「素敵な笑顔。」まだまだ知らない北海道の魅力を見つけよう！』というテーマのもと道エネのSSを巡るスタンプラリーも実施されている。
札幌市制100周年記念事業
雪ミクが札幌市制100周年記念事業のPRアンバサダーに就任。記念式典『NEXT 100YEARS KICK OFF FES.』にも登場。
北海道エアシステム (HAC) 

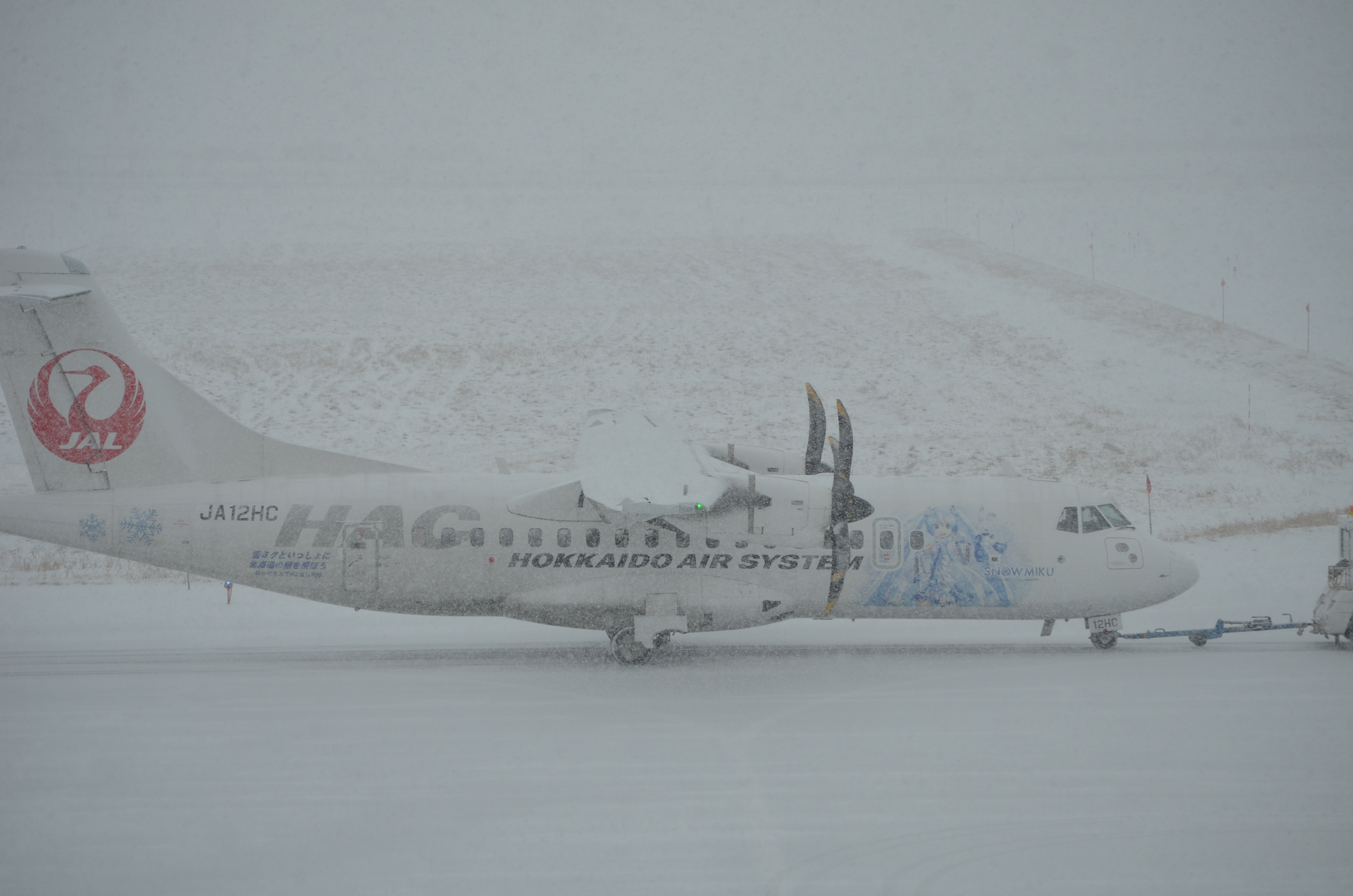
雪ミク ラッピング機

2023年にコラボキャンペーンの実施を発表。HACが保有するプロペラ機「ATR 42-600」3機のうち1機に雪ミクを描いた特別塗装を施し、2022年12月下旬から2023年11月まで定期便として運行する。さらに2023年2月にはHACが就航する北海道内外の7空港を巡るスタンプラリーを催し、3月下旬からは丘珠空港発着の遊覧フライトを数回執り行う。
さっぽろ雪まつり資料館
2023年4月、さっぽろ羊ヶ丘展望台にある「さっぽろ雪まつり資料館」のリニューアルオープンに伴い、雪ミク展示コーナーが誕生。
デザインマンホール蓋（札幌市下水道）
2023年7月、雪ミクとユキネが札幌市下水道初のキャラクターを活用したデザインマンホール蓋に描かれ、札幌市内5ヶ所に設置。
札幌・COCONO SUSUKINOの屋外デジタルボード
2023年11月より、札幌・COCONO SUSUKINOの屋外デジタルボードで雪ミク時報の上映（毎日8時・12時・15時・19時）を開始。
北海道超三笠フェスティバル！ with 雪ミク
北海道三笠観光協会、三笠市、クリプトンが共催しているイベント。2023年12月24日にイオンスーパーセンター三笠店で開催され、三笠市の飲食店9店の出店販売、ピアプロの壁とユキネの塗り絵を設置したクラフト販売・ワークショップ、音楽やトークのステージを実施し、会場には雪ミクとユキネも登場。
スープカレーコラボ 
「SNOW MIKU 2024」において、スープカレーを衣装モチーフとする「雪ミク2024」と札幌市内のスープカレー店舗とのコラボが実施され、雪ミクをイメージしたオリジナルのコラボメニュー（特典グッズ有り）が提供された。対象店舗はマジックスパイス、エスパーイトウ（八軒総本店、大通西15丁目店、実家、白石中央店）、soupcurry凪、隠れ家スープカレー忍者、Soup Curry Popeye、カレー食堂 心、スープカレー奥芝商店（駅前創成寺、おくしばぁちゃん）、タイガーカレー赤れんがテラス店、スープカレーしゃば蔵、MATALE、CURRY SHOP SAKURA BROWN、YOSHIMI KITCHEN、スープカレーTREASURE。HMV札幌ステラプレイス及びマジックスパイス札幌本店では日本スープカレー協会広報宣伝担当理事を務めるバイオリニストのNAOTOを招いたトーク＋ミニライブも実施された（2024テーマソングも演奏）。
大地の歓
2024年2月より、北海道厳選素材で作られているスイーツ「大地の歓」とのコラボでピアプロキャラクターズ6名のイラストを使用したオリジナルステッカー付きのシュークリームとエクレアが入ったスイーツセットを数量限定で発売（イオン小樽店、楽天ショップ）。
2024札幌丘珠空港FESTIVAL
2024年1月28日-29日に札幌駅前通地下歩行空間（チ・カ・ホ）で開催された「2024札幌丘珠空港FESTIVAL」の利尻空港ブースにて、利尻島・礼文島PRアンバサダーであるユキネと共に雪ミクが登場し（登場時に「白い恋人」を配布）、北海道エアシステム（HAC）×雪ミクのコラボグッズ及び利尻島・礼文島コラボデザインのユキネのノベルティも販売された。
北海道e-水プロジェクト（北海道 / 北海道環境財団 /北海道コカ･コーラボトリング） 
雪ミクが北海道の水環境を守る同プロジェクトにて公式アンバサダーに就任。2024年4月22日より、全道のスーパー・ドラッグストア等で販売する「い･ろ･は･す天然水540mlPET」の一部に本プロジェクト用の雪ミクのイラストが描かれたプロジェクト紹介カードが付属。
2024年10月17日、モユクサッポロ内に「北海道e-水プロジェクト 雪ミク自動販売機」を設置。同施設にて除幕式が行われ、モユクサッポロ全体管理組合理事長の久保田正彦、北海道コカ･コーラボトリング株式会社専務取締役の山田雄亮、クリプトン社代表取締役の伊藤博之、アンバサダーである雪ミクが登場した。
大倉山ジャンプ競技場
2024年より大倉山ジャンプ競技場のミュージアムショップにてウィンタースポーツを楽しむ雪ミク＆雪ミク2016のコラボグッズが発売。
また、これ以前にも同競技場で行われた2017冬季アジア札幌大会や雪印メグミルク杯ジャンプ大会で雪ミクが登場する、雪ミクデザインマンホールが設置されるなど、企画の実施場所・会場として関わっていた。
函館コレクション
2024年12月1日実施のファッションショー「函館コレクション2024」にて初コラボ。雪ミクの似顔絵コンテストで受賞した作品をあしらった衣装に加え、ファッションショーに雪ミクが登場する。
札幌 企業誘致スローガン「大札新」（札幌市）
札幌都心部の大規模な再開発で札幌の街が大きく刷新される機会に、官民一体となって企業誘致を行っていくために誕生したスローガン。2025年1月30日、雪ミクが札幌のプロモーションを盛り上げる「PRアンバサダー」に就任し、札幌駅前通地下歩行空間（チ・カ・ホ）にて就任式を行った（メインビジュアル：ゐ透）。式では札幌市の秋元克広市長、クリプトン代表取締役の伊藤と共に雪ミクが登場し、秋元より就任証を受領した。
き花（壺屋総本店）
2025年2月より北海道銘菓「き花」と雪ミク＆ユキネのコラボが実施され、き花プティモ（描き下ろしイラスト付きジオラマパッケージ）ほか各種オリジナルグッズを販売開始。
三笠市×雪ミク まちめぐりキャンペーン
2025年1月31日から9月30日まで、三笠市内の各所に雪ミクとラビット・ユキネが旅する様子を描いたパネルが展示され、市内のおすすめスポットを掲載した「三笠市×雪ミク まちめぐりマップ」が配布される。
雪ミク in JR タワー
2025年2月1日から14日まで、JRタワーにてARイルミネーションショーやVR空間でのイベントなど、リアルとバーチャルを融合した「雪ミク in JRタワー」が開催された。

## スポーツ
北海道を本拠地とするプロスポーツチーム、道内における開催試合・競技、スポーツ施設とのコラボが実現している。
雪ミクオールスターズの内、「SNOW MIKU 2016」はウィンタースポーツをテーマとしており、デザインもスノーボードを乗りこなす為のスポーティな装いとなっていた。そのためスポーツ（スキー・スノーボード）に関するコラボが相次いで行われている、
SNOW MIKU SNOW SPORTS LINE
2016年に始動した雪ミクとスノースポーツのコラボレーションプロジェクト。本プロジェクトではウィンタースポーツに使用する道具（スキー・スノーボード等）とのコラボが実施されている。

### 競技・スポーツ団体とのコラボレーション
北海道日本ハムファイターズ
2015年6月9日-11日にプロ野球チーム「北海道日本ハムファイターズ」とのコラボが初実施され、オリジナルグッズ販売の他、7回表終了時に「ファイターズ讃歌」雪ミク歌唱ver（制作担当：わか/IMBK）が演奏される。その後、アジアンフェスタ2015「ファイターズ×雪ミク」コラボ企画や「SNOW MIKU 2016」ファイターズガール ダンス＆トークショーが行われた。2020年10月に球団との5年ぶりとなるコラボが行われ、選手と雪ミクが「北海道スカイブルーユニフォーム」を着用し、新型コロナ感染防止のために奮闘する医療関係者を応援するというキャンペーンを実施。2021年にもコラボが行われた。
2017冬季アジア札幌大会
雪ミクがPRアンバサダー（広報大使）を担当。
昭和新山国際雪合戦大会
北海道壮瞥町で開催される「第28回昭和新山国際雪合戦大会」を雪ミクが応援。会場では「SNOW MIKU 2016」グッズの販売などを実施。
北海道コンサドーレ札幌
2019年11月23日、プロサッカークラブ「北海道コンサドーレ札幌」とコラボ（J1リーグ公式戦/対戦相手：ジュビロ磐田）。
ジャパン・プロフェッショナル・バスケットボールリーグ
2020年1月18日、北海きたえーるで開催されたBリーグのオールスター戦では雪ミクがデジタルアンバサダーを務めた。
雪印メグミルク杯全日本ジャンプ大会
雪ミクが大倉山ジャンプ競技場に登場。対象は第62回、第63回。
レバンガ北海道
2021年、プロバスケチーム「レバンガ北海道」とのコラボが初実施され、ユニフォーム姿の雪ミクのイラストやグッズが展開された。

## その他のメディアミックス

### 2010年代（その他）
サンリオキャラクター
サンリオと初音ミクおよびピアプロキャラクターズのコラボ企画（→初音ミクのメディア展開#IPコラボ）。
2012年1月25日より、ハローキティと初音ミクコラボ企画の第一弾商品である北海道限定商品「雪ミク×ハローキティ～SNOW MIKU～」が新千歳空港（Hello Kitty Japan 新千歳空港、千歳や、じょうてつ）、ホテル（札幌全日空ホテル、札幌プリンスホテル 他）、さっぽろテレビ塔・羊ヶ丘展望台売店を含む約80店舗にて販売開始。その後、同年に通常の初音ミクとキティのコラボも実現することとなった。2018年に「雪ミク×ハローキティコラボ」企画が再度行われてコラボグッズを販売し、翌2019年にもビジュアルを変更して実施。2024年にも展開されている。
2022年12月14日より、クロミとのコラボ企画で描き下ろしビジュアルを使用したグッズの販売がスタート。
2025年1月より、20周年を迎えたクロミ、50周年を迎えたマイメロディとのコラボグッズの販売を開始。
ファミリーマート
2012年2月6日よりさっぽろ雪まつりに合わせて札幌市内のファミリーマート4店舗限定で雪ミクグッズや雪ミクとコラボした弁当・おむすびの限定発売、店舗全体を装飾したラッピング店舗を実施。その後、初音ミク5周年記念キャンペーンが実施され、翌年以降も中長期的にコラボを展開している（初音ミクのメディア展開#小売）。
フレーム切手
「SNOW MIKU 2012」よりコラボスタート。雪ミクのオリジナルフレーム切手。毎年デザインを変更して継続的に販売されている。
PRONTO（プロントコーポレーション）
雪ミクスカイタウンの隣りにある「PRONTO新千歳空港店」では、スカイタウンのオープン初年度よりコラボメニュー（特典グッズ有り）が提供されている。このコラボメニューは不定期にリニューアル・更新される。
ダイハツ（DBC）×雪ミク
2014年9月よりコラボがスタート。雪ミク仕様の「雪ミク ココア」や「雪ミクキャスト」などの北海道限定モデルの自動車やカスタムパーツを発売。コラボをきっかけに20代・30代の来店客が増えたほか、北海道外からの購入希望も相次ぎ、広告会社の調べによると2015年時点での宣伝効果は1億1000万円相当に達しているという。後に通常の初音ミクともコラボする運びとなった（→初音ミクのメディア展開#乗り物・交通機関）。
魔法少女まどか☆マギカ
「SNOW MIKU 2015」にて「劇場版 魔法少女まどか☆マギカ ［新編］叛逆の物語」とのコラボが実施され、雪ミク衣装の「暁美 ほむら」、ユキネ風のマフラーを纏う「キュゥべえ」、ほむら衣装の「雪ミク」が描かれたイラストを公開。グッズ展開も行われた。
ポッカサッポロフード&ビバレッジ
「SNOW MIKU 2014」にてポッカサッポロフード＆ビバレッジ株式会社とのコラボで誕生した雪ミク仕様のラッピング自動販売機が西11丁目会場にて設置された。過去5年間の雪ミク、ピアプロキャラクターズの他5名（鏡音リン・レン、巡音ルカ、MEIKO、KAITOがデザインに盛り込まれている。当初は期間限定だったが、後にアニメイト札幌店で常設された。
「SNOW MIKU 2015」では、“初めて飲料になった雪ミク”として「乳酸菌入り雪ミク飲料 SNOW MIKU 2015ラベル 500mlPET」を販売開始。
「SNOW MIKU 2019」とコラボした「雪ミクステッカーシール付リボンナポリン455mlPET」（ステッカーは歴代の雪ミク10種類）が2019年1月28日より道内のコンビニ、空港、ホテル、観光施設、一部アニメショップ限定で数量限定発売（売上金の一部を平成30年北海道胆振東部地震の復興義援金として寄付）。
はとバス
2015年3月23日、札幌市の企画により東京都内で「はとバス」が雪ミクのラッピングを施した定期観光バスの運行を始めた。自治体の提案でバスの車体にキャラクターが描かれたのは、熊本県の「くまモン」に続き2例目となる。
ラブライブ! / μ’s
「SNOW MIKU 2016」およびラブライブの雪像設置を記念し、描き下ろしイラストやコラボグッズの販売、記念スタンプ施策を展開。
SAPPORO 雪ミク WAON
2017年より、イオン北海道から「SAPPORO 雪ミク WAON」が発行。表面にはKEIによる雪ミクが、裏面にはワオンが描かれている。
KDDI
KDDIとクリプトンは、「SNOW MIKU 2017」にて世界で初めてGoogle社の「Tango」の空間認識技術を活用した仮想キャラクターによる案内サービスの実証実験を実施。「雪ミク (初音ミク)」が現実世界のミュージアムを案内することで、仮想キャラクターが現実に居るかのような体験を提供。
Tangoを導入したARアプリ「ミク☆さんぽ」では、等身大の雪ミクもしくは初音ミクをあらゆる角度から閲覧する/一緒に散歩する/その様子を撮影することが可能で、本アプリではクリプトン社が運営する雪ミクスカイタウンやミライストをはじめ、様々な施設・イベントとの連動企画が実施された。
「SNOW MIKU 2018」でイベントを記念してうたパス／VROOMでも初音ミク連動企画を実施し、「SNOW MIKU 2018 開催記念」やVROOMで使用された楽曲「I'll SEE YOU」を含むBIGHEAD最新作「World Is Wide feat. 初音ミク」のチャンネルを配信。
ナツキタ（JR東日本）
2018年・2019年にJR東日本駅構内NewDays・NewDaysKIOSKにて「ナツキタ2018 北海道フェア」「ナツキタ2019 北海道フェア」が開催され、PRキャラクターとして初音ミクおよび雪ミクが起用。オリジナルグッズやQRコードやARを活用した舞台めぐり・ラリーなどが展開された。
けものフレンズ
「SNOW MIKU 2018」において、さっぽろ雪まつりに「雪ミク2018」雪像と「けものフレンズ」雪像が登場することを記念したコラボ企画を実施。雪ミク、サーバル、キタキツネ、フレンズ化したユキネのキービジュアルが描きおろされ、雪まつり会場やさっぽろ円山動物園ではコラボグッズを販売。
Re:ゼロから始める異世界生活
「第70回2019さっぽろ雪まつり」にて、雪ミク2019と『Re:ゼロから始める異世界生活 Memory Snow』がコラボ。坂井久太の描き下ろし雪ミク2019と、雪ミク2019と同じ衣装を身につけたエミリアのイラストも公開された。
「第71回2020さっぽろ雪まつり」では雪ミク2020と「Re:ゼロから始める異世界生活 氷結の絆」がコラボ。雪ミク2020とエミリア、レム、ラムのコラボグッズ（「氷結の絆」とマーチングバンド風衣装のデザイン）が販売され、エミリア＆パック＆雪ミクの雪像も設置。
ラスカル
「SNOW MIKU」10年目を記念して雪ミク2019とアライグマのキャラクター「ラスカル」のスペシャルコラボを実施。コラボグッズが販売された他、トークテージにてラスカルと雪ミクが登場。その後もコラボが実施され、2024年時点でコラボ3回目を迎えた。「初音ミク」とのコラボも実施されており、2024年時点で8回目を迎える定番企画となっている（→初音ミクのメディア展開#IPコラボ）。

### 2020年代（その他）
雪ミクペチュ スノーブルー（横浜植木株式会社）
「雪ミク」の名を冠したペチュニア。北海道・北広島の圃場で試験栽培・選別が行われ、2020年5月に横浜植木株式会社より雪ミクおよびピアプロキャラクターズが描かれた特製の花鉢特とセットで発売。翌年以降にも実施されている。
アローラロコン（ポケットモンスター）
2020年、「北海道だいすき発見隊」のアローラロコンとコラボし、YOSAKOIソーラン祭りでのコラボやグッズ、イベントステージ等を展開。この企画とは別に、2023年より初音ミクとポケモンのコラボプロジェクトもスタートしている（ポケモン feat. 初音ミク Project VOLTAGE）。
エイチ・アイ・エス / HIS
SNOW MIKUに合わせてオフィシャルツアーを発売（これらは下記の特別ツアーとしてカウントされていない）。また、HACの「雪ミクラッピング機」遊覧フライトツアーも発売。
2021年には、特別ツアー『雪ミク×HIS 夏の北海道ツアーコラボ「北海道であそぼ」』が6月30日から全国一斉発売され、参加特典グッズの配布、札幌・小樽・函館・富良野エリアの人気観光地計8箇所にてミクナビ上のチェックインラリー機能を活用したデジタルスタンプラリー（限定景品有り）、観光地にて雪ミクをイメージした期間限定のオリジナルパフェの販売を実施。同年には1日限定の特別企画として「北海道を雪ミクとめぐる！スタンプラリーとオリジナルオルゴール製作体験」バスツアーが組まれた。このバスツアーは翌2022年にも「雪ミクとめぐる夏の北海道2022」「北海道を雪ミクと巡る！#SNOW MIKU BUS☆2022」としてリニューアル展開が行われている。
ESP
初音ミクとコラボしたギターを発売している（→初音ミクの音楽コンテンツ#楽器・音楽再生機器）。
2023年には雪ミクをイメージした「E-STREAM-Miku-Custom -SNOW MIKU Edition-」がEDWARDS Platinumブランドより冬季期間限定で発売。それに先駆け「SNOW MIKU 2023」に合わせる形で2月4日よりESP/BIGBOSS札幌店店頭にて実機が展示され、iXimaのコラボビジュアルを使用した缶バッジ・ギター型アクリルキーホルダー・ピック・ポスターなどのグッズも販売された。
PUI PUI モルカー
「2023さっぽろ雪まつり」でのPUI PUI モルカー雪像の製作を記念し、雪ミク2023とのコラボを実施。
雪肌精（コーセー）
2024年1月よりコラボ第一弾が実施され、対象商品の購入でオリジナルグッズが貰える。
秋葉原UDX
2024年11月13日-12月25日に秋葉原UDXで行われるイルミネーションイベント「UDX Snow Illumination 2024」とコラボし、雪ミクやユキネ、ピアプロキャラクターズ他5名がデザインされたイルミネーションを施設に設置している他、雪ミク達と一緒に撮影を楽しめる「AR」フォトスポットも登場（運営：NTTアーバンバリューサポート）。